# Плазмафереза
Плазмафарезата (от гръцки: πλάσμα – плазма, „нещо цяло“ и ἀφαίρεσις – афаресис, „отнемане“) е процес на извличане, третиране и връщане на (компоненти на) кръвната плазма от кръвообращението. По тази причина е извънтелесен метод за терапия.
Процедурата се използва за терапия при редица заболявания, в това число имунологични като миастения гравис, синдром на Гилен-Баре, лупус и тромботична тромбоцитопенична пурпура. Д-р Д. Дж. Уолъс твърди, че Михаел Рубенщайн е първият използвал плазмафареза за лечението на имунно-свързано заболяване като казва „той спаси живота на младеж с Тромботична тромбоцитопенична пурпура в болницата Старите керди на Ливан в Лос Анджелис“.

## Терапия
По време на плазмафарезата, кръвта първоначално се извежда от тялото чрез игла или предварително поставен катетър. след това плазмата се отделя от кръвта чрез клетъчен сепаратор. Обикновено се използват три техники за фракриониране и отделяне на плазмата от формените елементи:
- Пулсово поточно центратугиране – използва се венозен катетър. Обикновено на една стъпка се взима и обработва 300 ml кръв.
- Непрекъсваемо поточно центратугиране – използват се две вени (за извеждане и въвеждане). Този метод изисква малко по-малко кръвен обем да бъде постоянно извън тялото, като е възможно несекваемо сепариране на плазмата.
- Плазмена филтрация – използват се две вени (за извеждане и въвеждане). Плазмата се филтрира чрез стандартно оборудване за хемодиализа. При този непрекъснат процес се изисква по-малко от 100 ml кръв извън тялото.

Всеки от методите има своите предимства и недостатъци. След отделянето на плазмата, кръвните клетки се връщат в тялото на пациента, докато плазмата съдържаща антителата, първо се обработва и след това се връща при класическата плазмафареза.
При плазмена замяна, плазмата се отстранява, а пациентът получава донорска плазма, албумин, или комбинация от албумин и физиологичен разтвор (обикновено 70% към 30%). Рядко, се използват и други кръвни заместители като хидроксиетил скорбяла/декстран, заради наличието на странични ефекти. За да се предотврати кръвосъсирването по време на процедурата на пациентите се дават антикоагуланти. Плазмафарезата не е особено разпространена в САЩ, но се използва по-често в Европа и особено в Япония.
Плазмафарезата има важно значение при справянето с автоимунни заболявания, където се налага бързото отстраняване на автоантителата, причиняващи заболяването от кръвообращението с цел по-нататъшно лечение. Важно е да се отележи, че плазмафарезата е необходима за овладяването на остра атака (рецидив) на болестта, докато паралелното имуносупресивно лечение е необходимо за дълго срочно овладяване на симптомите.

### Усложнения
Въпреки че плазмафарезата е необходима при определени клинични състояния, както всяка друга терапия има своите недостатъци и усложнения. Използването на дълъг катетър може да причини кървене белодробна перфорация (в зависимост от мястото на катетатизация), а при продължително използване на катетъра може да се инфектира.
Когато кръвта на пациента е извън тялото и преминава през машината, тя има свойството да се съсирва. За да се намали тази и склонност се използва цитрат, който се внася в циркулиращата кръв. Той свързва кръвния калций, който е задължителен фактор от процеса на кръвосъсирване и така го предотвратява. Цитрата е много ефективен, но може да доведе до спадане на кръвния калций до животозастрашаващи нива. За да се предотвратят усложнения се внася калций както през инфузионата система така и през устата.
Други усложнения:
- Усложнения, свързани с използването на кръвни продукти: свръх чувствителност и кръвно предавани болести.
- Потискане на имунната система на пациента.
- Кръвозагуба или образуване на хематоми.